# Distribuzione del peso nei veicoli
La distribuzione del peso nei veicoli ha una notevole influenza sulla reazione a determinate azioni esterne ed è molto legato al baricentro/centroide/triangolo.

## Concentrazione/distribuzione
La concentrazione delle masse non influenza la dinamica del mezzo in senso longitudinale e trasversale, ma influisce sulla comodità di guida in caso di superamento di buche/avvallamenti e dossi, in quanto un accentramento delle masse porta le sospensioni a rispondere meno alle deformazioni dell'asfalto, in quanto non avendo una massa disposta sopra di loro, ma la forza della massa viene applicata tramite una leva, che riduce l'effetto della stessa ed aumentando l'effetto di beccheggio del mezzo.
Un esempio di questo tipo può essere la diversa disposizione del cambio del motore, con il motore all'anteriore e il cambio al posteriore (mezzi a trazione posteriore), il che oltre a permette una migliore o più facile equilibratura del peso su i due assi, si ha una maggiore distribuzione delle masse rispetto a un motore e cambio su un unico asse, il quale richiede una maggiore cura sul posizionamento dei diversi assi, oltre a influire diversamente sul comportamento delle sospensioni.

## Altezza
Nei mezzi a tre o più ruote più il peso è imposto in alto e maggiore sarà il suo trasferimento e incidenza sulla variazione dell'assetto, permettendo ad esempio con un'autovettura a motore centrale e trazione posteriore, una maggiore accelerazione, dato che permette di caricare maggiormente le ruote posteriori, ma un baricentro alto influirà molto anche in curva, infatti in questa situazione si andrà a caricare maggiormente le ruote esterne ed in casi estremi portare al sollevamento da terra delle ruote interne o far ribaltare il mezzo.
Le autovetture elettriche hanno un telaio del tipo skateboard elettrico, che permette di mantenere l'altezza del baricentro molto basso, permettendo una stabilità laterale molto elevata, non raggiungibile da altri sistemi, come contro si riduce il trasferimento di carico sull'asse longitudinale, il che influisce negativamente su accelerazione (l'influenza è molto mitigata nei sistemi a trazione integrale), mentre in frenata si mantiene la distribuzione delle forze molto distribuite sulle quattro ruote, evitando eccessivi trasferimenti di carico sull'asse anteriore.
Sulle motociclette l'altezza influenza solo l'accelerazione, frenata e la maneggevolezza, e rispetto ai mezzi sopra citati si cerca sempre di abbassare l'altezza delle masse, ma in modo meno esasperato, in quanto nella maggior parte delle categorie dei motoveicoli la forza frenante si ha quasi esclusivamente all'avantreno e l'accelerazione al retrotreno, quindi avere un buon trasferimento di carico permette di massimizzare le prestazioni in questi ambiti.
L'altezza del baricentro va regolata anche in base alle prestazioni del mezzo, infatti nei mezzi più prestanti si cerca di abbassare maggiormente l'altezza del baricentro, infatti così si riducono le impennate e migliora l'accelerazione, oltre che a migliorare i movimenti da fermo, ma si perde parte della stabilità dell'avantreno alle alte velocità.

## Posizione longitudinale
La posizione delle masse è importante perché se più o meno posizionate in avanti o al retrotreno permettono una diversa reazione del mezzo, del tutto paragonabile alla relazione con la loro altezza, infatti più saranno spostate all'anteriore e più si ha l'asse anteriore carico, il che permette una migliore frenata all'asse anteriore ed evita di far impennare il mezzo, oltre a rendere il mezzo più sottosterzante, fattore che permette un più facile controllo del mezzo ai neofiti, come contro si sposta il consumo sugli pneumatici anteriori, oltre a ridurre le prestazioni dinamiche, allo stesso modo con un peso spostato all'asse posteriore si ha un mezzo più sovrasterzante (motivo per cui si compensa con l'utilizzo di pneumatici di sezione maggiore), ma con migliori qualità in accelerazione (in quanto si ha una maggiore forza verticale sulle ruote motrici).
La posizione del peso è rilevabile con la diversa distribuzione del peso sugli assi del mezzo, dove un'equa distribuzione del peso sugli assi, indica una posizione centrale del peso dentro l'interasse, mentre una maggior carico su un asse, indica una maggiore vicinanza del centro massa a quell'asse.

## Distribuzione longitudinale nei rimorchi
Nel caso il veicoli traina un rimorchio o roulotte, la distribuzione del peso nello stesso, qualora fosse del tipo ad unico asse o a più assi centrali è estremamente importante per la stabilità del sistema veicolo-rimorchio, in quanto spostare il carico del rimorchio sulla coda dello stesso porta ad una instabilità dinamica che tende ad autoalimentarsi, effetto dovuto anche all'alleggerimento del retrotreno del mezzo trainante, mentre un eccessivo peso nella zona del timone e del gancio di traino non ha effetti negativi sulla dinamica, se si esclude l'effetto di alleggerire l'avantreno del mezzo trainante, ma sovraccarica il sistema di traino, che può andare incontro ad usura, avaria o rottura in modo anticipato, mentre caricare in modo opportuno il rimorchio sulla zona dell'asse ruota, con un carico leggermente spostato all'anteriore permetterà di avere una condizione dinamica sicura senza sovraccaricare il sistema di traino.

I sistemi basati sui semirimorchio e ralla per via della loro struttura non soffrono di questo problema, così come i rimorchi a più assi e disposti alle estremità del rimorchio, in quanto la distribuzione degli stessi contrasta l'effetto risuonante che si viene a formare con i sistemi ad asse unico, di contro hanno un sistema del timone più complesso (il quale si connette al gancio di traino), in quanto deve avere un'articolazione in più per consentire un'inclinazione verticale dello stesso.

## Masse mobili
Le masse o zavorre mobili sono state una delle soluzioni utilizzate nelle competizioni con un peso minimo da rispettare, che permettono di gestire la distribuzione dei pesi nelle varie fasi di guida, queste masse sono gestire elettronicamente per compensare le variazioni di assetto.
Queste soluzioni che siano masse rigide o liquide, permettono di correggere la distribuzione pesi nelle varie situazioni, in frenata il peso viene spostato al retrotreno, in modo da mantenere le forze verticali più costanti possibili, in accelerazione da fermo è preferibile spostare il peso al retrotreno, in modo da aumentare la forza verticale sulle ruote e quindi la loro aderenza, mentre alle alte velocità il peso viene spostato all'anteriore per favorire un assetto più costante e favorire il lavoro dell'aerodinamica.